# Masteria soucouyant
Masteria soucouyant – gatunek pająka z rodziny Dipluridae i podrodziny Masteriinae. Występuje endemicznie na Trynidadzie.

## Taksonomia
Gatunek ten opisany został po raz pierwszy w 2018 roku przez Victora Passanhę i Antonia D. Brescovita na łamach „Zootaxa”. Jako miejsce typowe wskazano Tamana Hill w Sangre Grande na Trynidadzie i Tobago. Epitet gatunkowy nawiązuje do wampirzycy z lokalnego folkloru.

## Morfologia
Jedyny zmierzony samiec ma ciało długości 4,4 mm przy prosomie długości 2,1 i szerokości 1,6 mm, zaś jedyna zmierzona samica ma ciało długości 5,2 mm przy prosomie długości 2,4 i szerokości 1,8 mm. Karapaks i sternum są pomarańczowe. Sześcioro oczu rozmieszczonych jest dwóch szeregach; zanikowi uległa para przednio-środkowa. Oczy pary tylno-środkowej leżą bardziej z przodu niż pary tylno-bocznej. Szczękoczułki mają 10 lub 11 ząbków na przedniej krawędzi bruzdy i 15 mniejszych ząbków w nasadowo-środkowej części bruzdy. Odnóża są pomarańczowo ubarwione. Kolejność par odnóży od najdłuższej do najkrótszej to: IV, I, II, III u samicy i I, IV, II, III u samca. Odnóża pierwszej pary samca mają golenie z pierwszym wyrostkiem prolateralnym wykształconym w formie wysokiej ostrogi, drugim wyrostkiem prolateralnym w formie silnego kolca o lekko wystającej podstawie, a trzecim wyrostkiem prolateralnym w formie mocnego kolca o przeciętnie wystającej podstawie. Nadstopia pierwszej pary samca mają spłaszczony kolec nasadowy oraz wgłębienie nasadowe. Kolorystyka opistosomy (odwłoka) u obu płci jest jasnobrązowa. Genitalia samicy zawierają dwie spermateki, każda podzielona na trzy płaty, z których zewnętrzny jest ostry i prosty, a pozostałe faliste i ostre. Nogogłaszczki samca mają od trzy razy dłuższą od cymbium goleń z grupą od 10 do 12 drobnych kolców w części tylno-bocznej, tak długie jak szerokie cymbium z czterema kolcami szczytowymi oraz wydłużony bulbus z krótkim tegulum i trzykrotnie od niego dłuższym, zakrzywionym u nasady embolusem.

## Rozprzestrzenienie
Gatunek neotropikalny, endemiczny dla Trynidadu i Tobago.